# 北海道の関与団体の一覧
北海道の関与団体の一覧（ほっかいどうのかんよだんたいのいちらん）は、北海道の「関与団体」（いわゆる外郭団体）を一覧にしたものである。

## 定義
- 北海道が定める「関与団体」は次のいずれかに該当する団体である[1]。

1. 北海道が基本財産又はこれに類するもの（北海道が出捐する基金や積立金等を含む）又は資本金に出資又は出捐している団体
2. 北海道の補助金、（指定管理業務に係る負担金を除く）負担金、交付金及び（競争性のない随意契約による委託契約に係るものに限る）委託料の総額が団体の当期支出の2分の1以上の団体
3. 北海道職員を派遣している団体
4. 北海道職員を対象とする福利厚生事業を行う団体

なお、北海道立施設の指定管理業務を行う団体のうち、出資又は出捐のみで人的・財政的関与のない団体は、指定管理業務を行う間に限り、非関与団体として取り扱うこととされる。

## 北海道の関与団体の一覧
2018年6月1日現在の北海道の関与団体は下記の通りである。
- 総務部
  - 公益社団法人北海道私学振興基金協会

- 総合政策部
  - 公益社団法人北海道国際交流・協力総合センター
  - 公益財団法人はまなす財団
  - 公益社団法人北海道トラック協会
  - 公益財団法人新千歳空港周辺環境整備財団
  - 特定非営利活動法人住んでみたい北海道推進会議

- 環境生活部
  - 公益財団法人アイヌ民族文化財団
  - 公益財団法人北海道文化財団
  - 公益財団法人ツール・ド・北海道協会
  - 公益財団法人北海道青少年育成協会
  - 公益社団法人北海道交通安全推進委員会
  - 北海道交通安全指導員連絡協議会
  - 公益財団法人北海道障がい者スポーツ協会
  - 公益財団法人PMF組織委員会
  - 公益社団法人北海道アイヌ協会

- 保健福祉部
  - 公益財団法人北海道地域医療振興財団
  - 北海道・ロシア極東医療交流基金（公益信託）
  - 公益財団法人北海道精神保健推進協会
  - 公益財団法人北海道健康づくり財団
  - 公益財団法人北海道対がん協会
  - 公益財団法人札幌がんセミナー
  - 公益財団法人北海道生活衛生営業指導センター
  - 社会福祉法人北海道社会福祉協議会
  - 一般社団法人北海道視力障害者福祉連合会
  - 公益社団法人北海道ろうあ連盟

- 経済部
  - 公益社団法人北海道科学技術総合振興センター
  - 公益社団法人北海道観光振興機構
  - 一般社団法人北海道産炭地域振興センター
  - 公益財団法人函館地域産業振興財団
  - 公益財団法人道央産業振興財団
  - 公益財団法人北海道中小企業総合支援センター
  - 一般財団法人道北地域旭川地場産業振興センター
  - 公益財団法人室蘭テクノセンター
  - 一般財団法人札幌産業流通振興協会
  - 北海道信用保証協会
  - 一般財団法人札幌勤労者職業福祉センター
  - 一般財団法人北海道勤労者信用基金協会
  - 一般社団法人北海道食産業総合振興機構
  - 職業訓練法人苫小牧地方職業能力開発協会

- 農政部
  - 公益財団法人オホーツク地域振興機構
  - 公益財団法人とかち財団
  - 公益社団法人北海道馬鈴しょ生産安定基金協会
  - 一般社団法人北海道てん菜協会
  - 公益社団法人北海道豆類価格安定基金協会
  - 公益社団法人北海道青果物価格安定基金協会
  - 公益社団法人北海道酪農検定検査協会
  - 公益社団法人北海道畜産物価格安定基金協会
  - 公益社団法人北海道家畜畜産物衛生指導協会
  - 公益財団法人北海道農業公社
  - 一般社団法人北海道軽種馬振興公社
  - 北海道農業信用基金協会

- 水産林務部
  - 公益社団法人北海道栽培漁業振興公社

- 建設部
  - 一般財団法人北海道建設技術センター
  - 北海道土地開発公社
  - 北海道住宅供給公社

- 教育庁
  - 公益財団法人北海道学校保健会

- 道警本部
  - 公益財団法人北海道暴力追放センター